# Giovanni D'Andrea (1776-1841)
Marchese Giovanni D'Andrea (Napoli, 29 aprile 1776 – Napoli, 31 marzo 1841) è stato un economista e politico italiano, ministro del Regno delle Due Sicilie.

## Biografia
Unico figlio del marchese Francesco Saverio D'Andrea e di Maria Gaetana Ranuzzi di Porcetta, studiò giurisprudenza all'Università di Napoli. Nel 1803 fu nominato giudice della Gran Corte della Vicaria; abbandonò la magistratura nel 1808, durante il regno di Gioacchino Murat, sia per fedeltà verso i Borbone di Napoli sia per le proprie convinzioni religiose (non approvava l'introduzione del divorzio). La religiosità di Giovanni D'Andrea si rileva anche dalle vicende familiari. Dal suo matrimonio con Lucrezia Rivera nacquero dodici figli: quattro morirono in giovane età; degli otto sopravvissuti, le quattro femmine scelsero tutte la vita monastica, e tre dei quattro maschi la vita religiosa. Uno di questi ultimi, Girolamo (1812–1868) fu nominato cardinale da Pio IX nel 1853. Dopo aver abbandonato la magistratura Giovanni D'Andrea si dedicò alla traduzione delle Historiae di Tacito, che tuttavia non portò a termine.
Ritornò alla vita pubblica nel 1815, con la Restaurazione, e ricoprì la carica di direttore generale delle Poste. Venne nominato ministro delle finanze il 23 marzo 1821, alla vigilia dell'ingresso a Napoli delle truppe austriache guidate dal generale Frimont. Tenne questo incarico per poco più di un anno: nel giugno 1822 il nuovo presidente del consiglio Luigi de' Medici di Ottajano assunse anche la carica di ministro delle Finanze. Questo breve periodo fu tuttavia molto importante: il Regno delle Due Sicilie, infatti, dopo le vicende dei moti del '21 aveva enormi debiti e la prospettiva di dover mantenere le truppe austriache. La bancarotta fu evitata con la riforma dell'apparato statale e l'accendesione di un grosso prestito dai Rothschild. Tornò al governo nel 1830, con l'avvento al trono di Ferdinando II, alla guida del ministero delle Finanze (dal 1830 al 1841, governo di Donato Tommasi) e degli Affari Ecclesiastici (dal marzo 1831, governo di Carlo Avarna di Gualtieri). Portò avanti numerose iniziative (riduzione dell'imposta sul macinato, costruzione del ponte in ferro sul Garigliano). La sua politica è giudicata comunque di ordinaria amministrazione.